# Liphanthus penai
Liphanthus penai är en biart som beskrevs av Ruz och Toro 1983. Liphanthus penai ingår i släktet Liphanthus och familjen grävbin. Inga underarter finns listade i Catalogue of Life.